# Cronômetro (medidor de tempo)

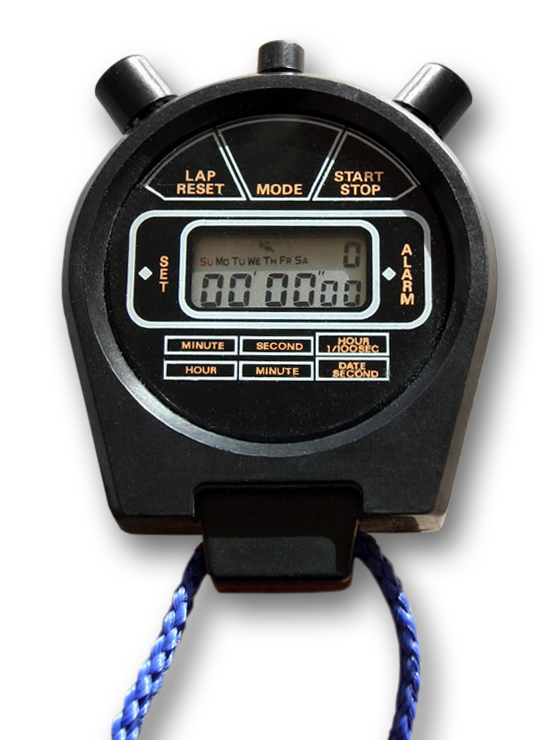
Um cronômetro digital.

Animação de cronômetro acelerada. O texto abaixo da imagem mostra o tempo que corresponde ao movimento do indicador ao redor do cronômetro.

Um cronômetro é um relógio projetado para medir a quantidade de tempo que decorre entre sua ativação e desativação.
Uma versão digital grande de um cronômetro, projetada para visualização à distância, como em um estádio esportivo, é chamada de relógio de parada. Na cronometragem manual, o relógio é iniciado e parado por uma pessoa que pressiona um botão. Na cronometragem totalmente automática, tanto o início quanto a parada são acionados automaticamente, por um sensor. As funções de cronometragem são tradicionalmente controladas por dois botões na caixa do aparelho. Pressionar o botão superior inicia o cronômetro, e pressioná-lo uma segunda vez o para, exibindo o tempo decorrido. Uma pressão no segundo botão então zera o cronômetro. O segundo botão também é usado para registrar tempos parciais (split times) ou tempos de volta (lap times). Quando o botão de tempo parcial é pressionado enquanto o relógio está funcionando, ele permite que o tempo decorrido até aquele ponto seja lido, mas o mecanismo do relógio continua funcionando para registrar o tempo total decorrido. Pressionar o botão parcial uma segunda vez permite que o relógio volte a exibir o tempo total.
Cronômetros mecânicos são alimentados por uma mola principal, que deve ser acionada girando o botão serrilhado na parte superior do cronômetro.
Cronômetros eletrônicos digitais são consideravelmente mais precisos do que os mecânicos. Isso se deve ao seu elemento de temporização com oscilador de cristal. Além disso, como contêm um microchip, frequentemente oferecem funções de data e hora do dia. Alguns modelos podem ter um conector para sensores externos. Isso permite que o cronômetro seja acionado por eventos externos, medindo o tempo decorrido com muito mais precisão do que seria possível pressionando os botões com o dedo. O primeiro temporizador digital utilizado em esportes organizados foi o Digitimer, desenvolvido pela Cox Electronic Systems, Inc., em Salt Lake City, Utah, em 1962. Ele utilizou uma leitura de tubo de Nixie e forneceu uma precisão de 1/1000 de segundo. Seu primeiro uso foi em corridas de esqui, mas depois foi usado nos Jogos Universitários Mundiais em Moscou, Rússia, na NCAA dos EUA e nas eliminatórias olímpicas.
O dispositivo é usado quando os períodos de tempo devem ser medidos com precisão e com o mínimo de complicações. Experimentos de laboratório e eventos esportivos como corridas de velocidade são bons exemplos.
A função cronômetro também está presente como uma função adicional de muitos dispositivos eletrônicos, como relógios de pulso, celulares, tocadores de música portáteis e computadores.
Os humanos são propensos a cometer erros sempre que usam um. Normalmente, os humanos levarão cerca de 180–200 milissegundos para detectar e responder ao estímulo visual. Entretanto, na maioria das situações em que um cronômetro é usado, há indicadores de que o evento de cronometragem está prestes a acontecer, e a ação manual de iniciar/parar o cronômetro pode ser muito mais precisa. O erro médio de medição usando cronometragem manual foi avaliado em cerca de 0,04 s quando comparado à cronometragem eletrônica, neste caso para um sprint de corrida.
Para obter resultados mais precisos, a maioria dos pesquisadores usa a equação de propagação de erros para reduzir qualquer erro nos experimentos.
- {\displaystyle \sigma _{Q}={\sqrt {\sigma _{a}^{2}+\sigma _{b}^{2}}}}

- {\displaystyle \sigma _{Q}} é a soma da incerteza entre {\displaystyle \sigma _{a}^{2}} e {\displaystyle \sigma _{b}^{2}}
- {\displaystyle \sigma _{a}} é o valor que realmente é encontrado no experimento.
- {\displaystyle \sigma _{b}} é o valor da incerteza.

Por exemplo: Se o resultado da medição da largura de uma janela for 1,50 ± 0,05 m, 1,50 será {\displaystyle \sigma _{a}} e 0,05 será {\displaystyle \sigma _{b}}.

## Unidade
Na maioria dos experimentos científicos, os pesquisadores normalmente usam o SI ou o Sistema Internacional de Unidades em qualquer um de seus experimentos. Para cronômetros, as unidades de tempo geralmente usadas ao observar um cronômetro são minutos, segundos e “um centésimo de segundo”.
Muitos cronômetros mecânicos são do tipo “minuto decimal”. Eles dividem um minuto em 100 unidades de 0,6 s cada. Isso torna a adição e a subtração de tempos mais fáceis do que usar segundos comuns.

## Tipos de cronômetros

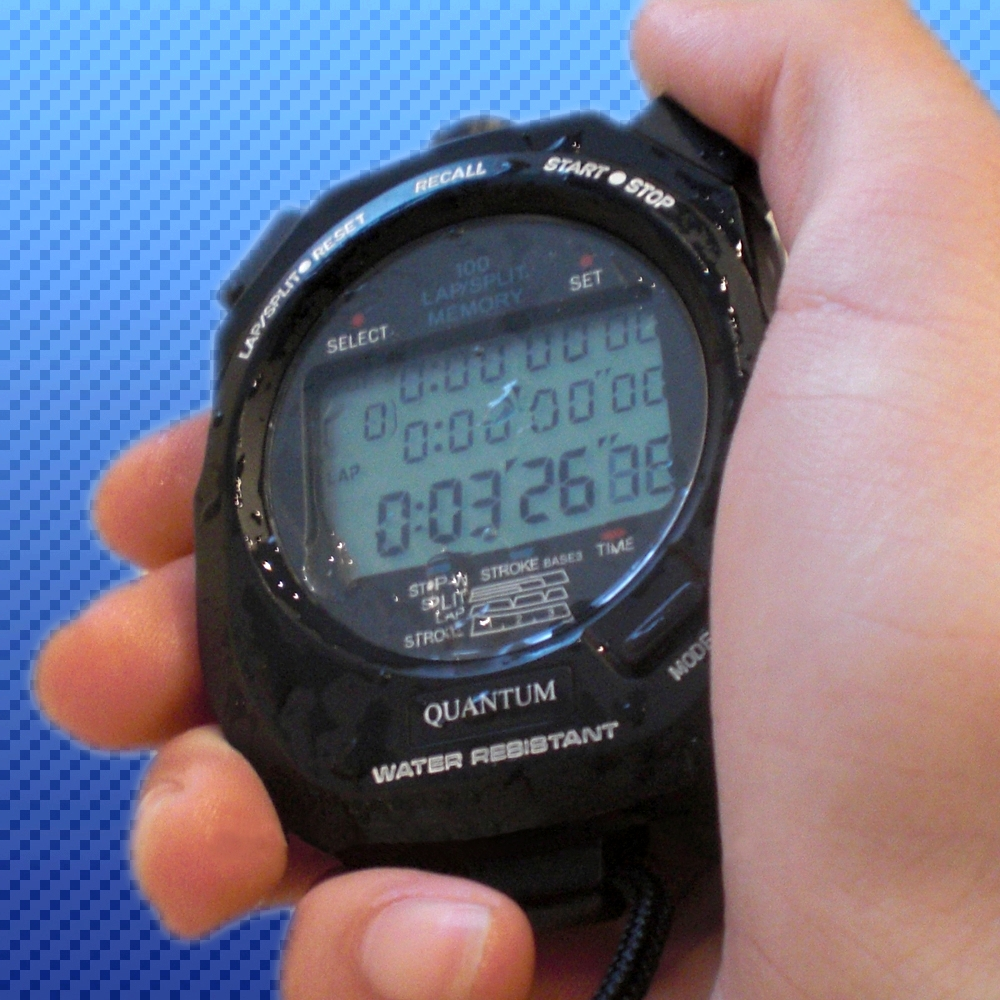
Cronômetro digital.
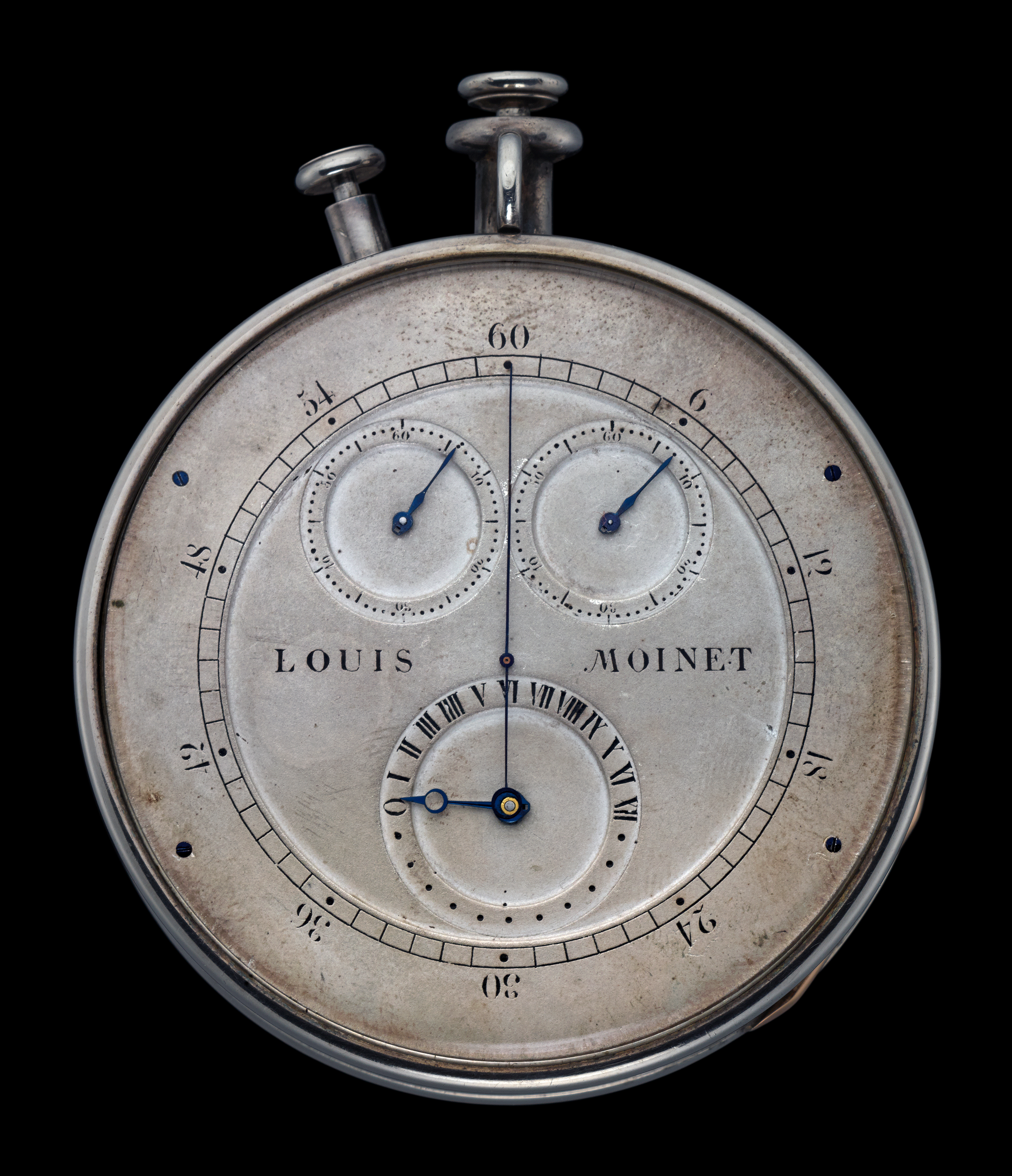
O primeiro cronógrafo da história. Um cronógrafo combina as funções de um cronômetro e de um relógio portátil.
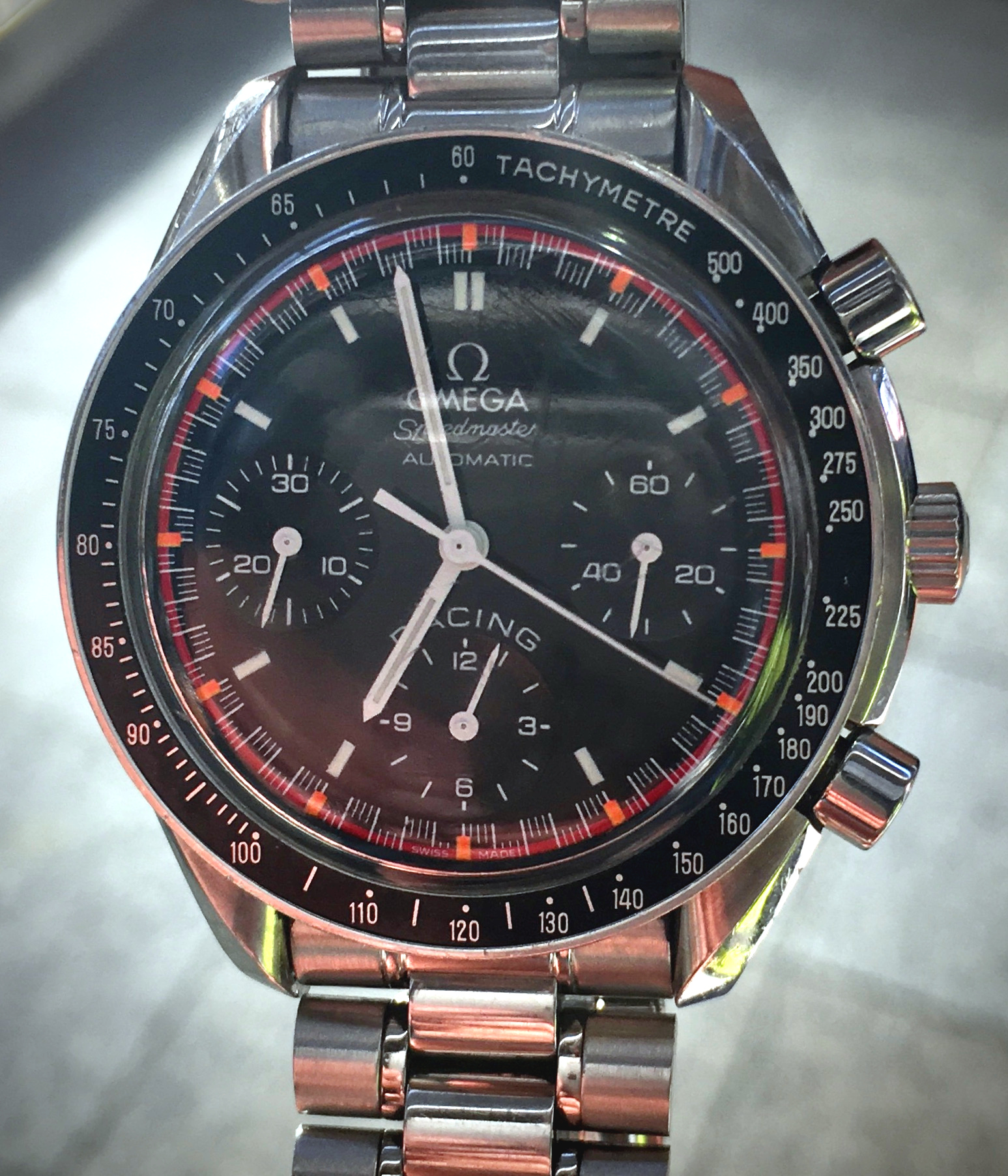
Cronógrafo mecânico Omega Speedmaster com dois botões (iniciar/parar e reiniciar) além da coroa.
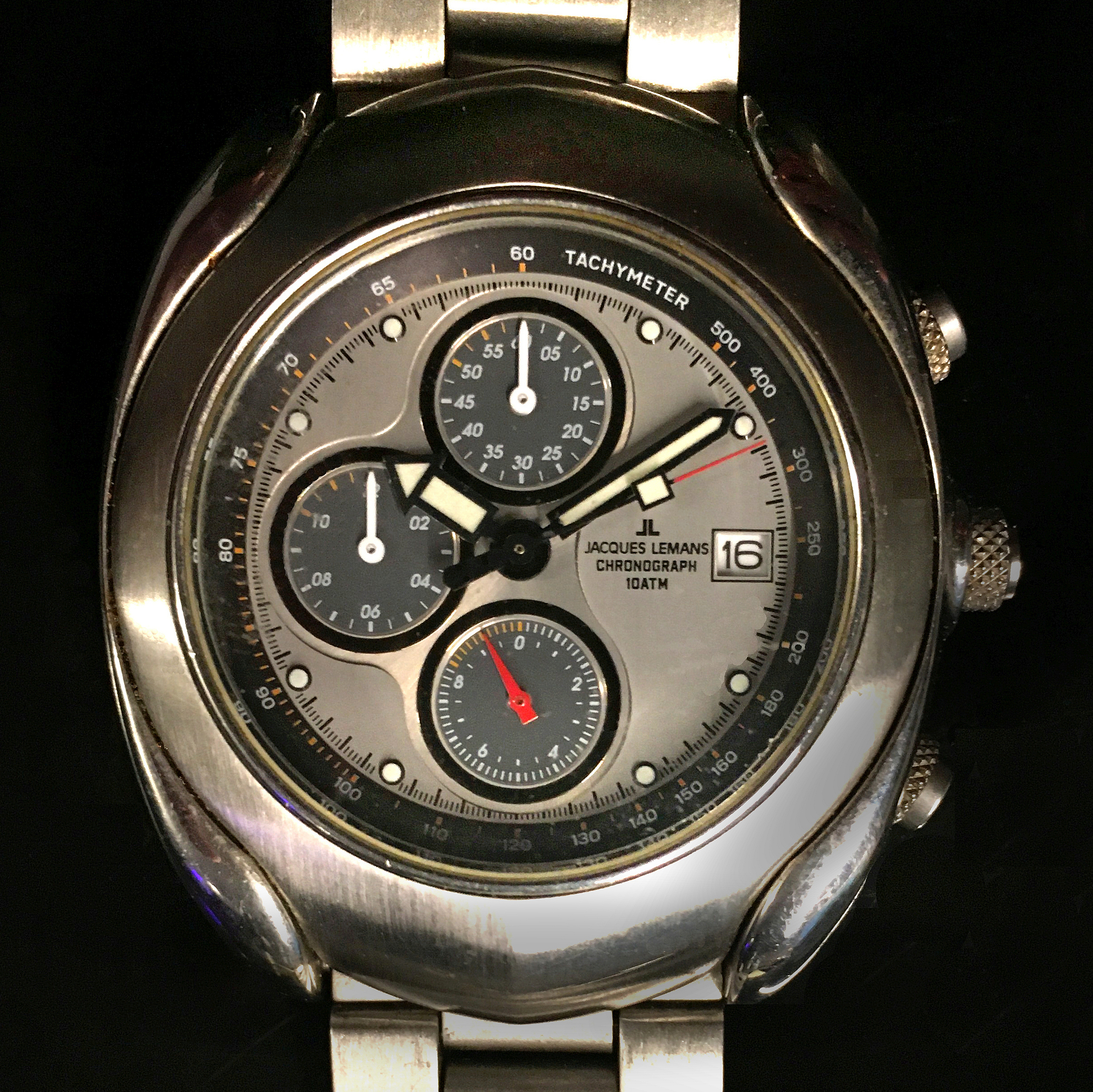
Cronógrafo com movimento a quartzo e bateria. O pequeno ponteiro vermelho faz uma revolução por segundo, permitindo uma precisão relativamente alta para operações de cronometragem.
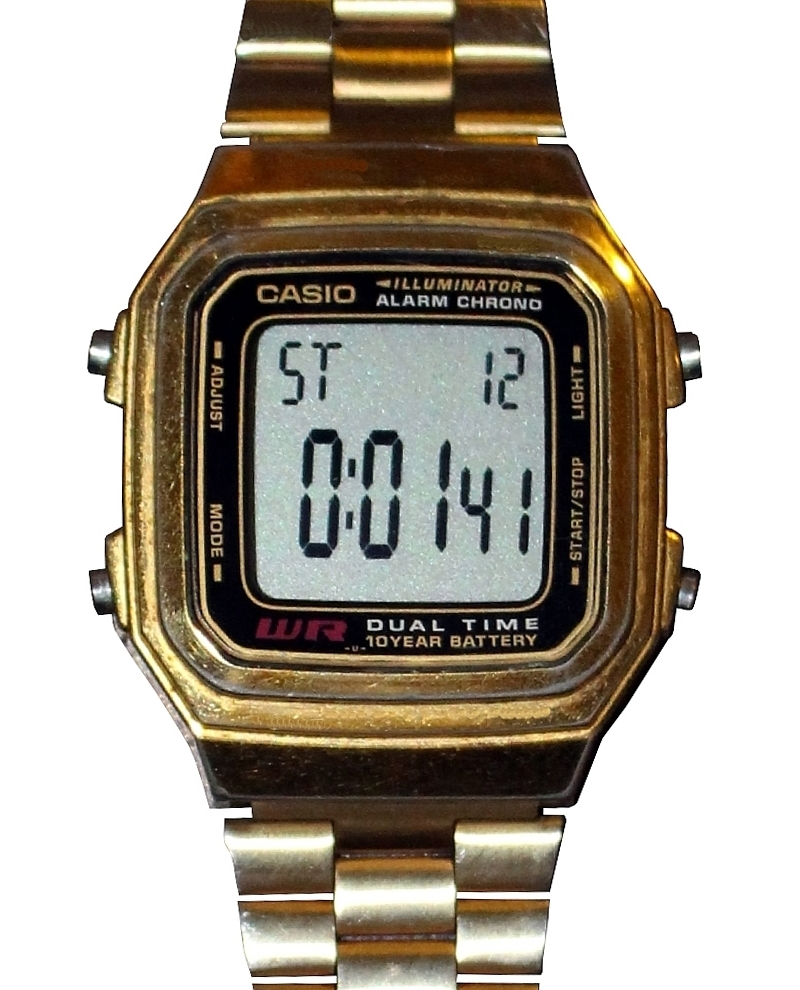
Função de cronômetro em um relógio de pulso digital Casio.
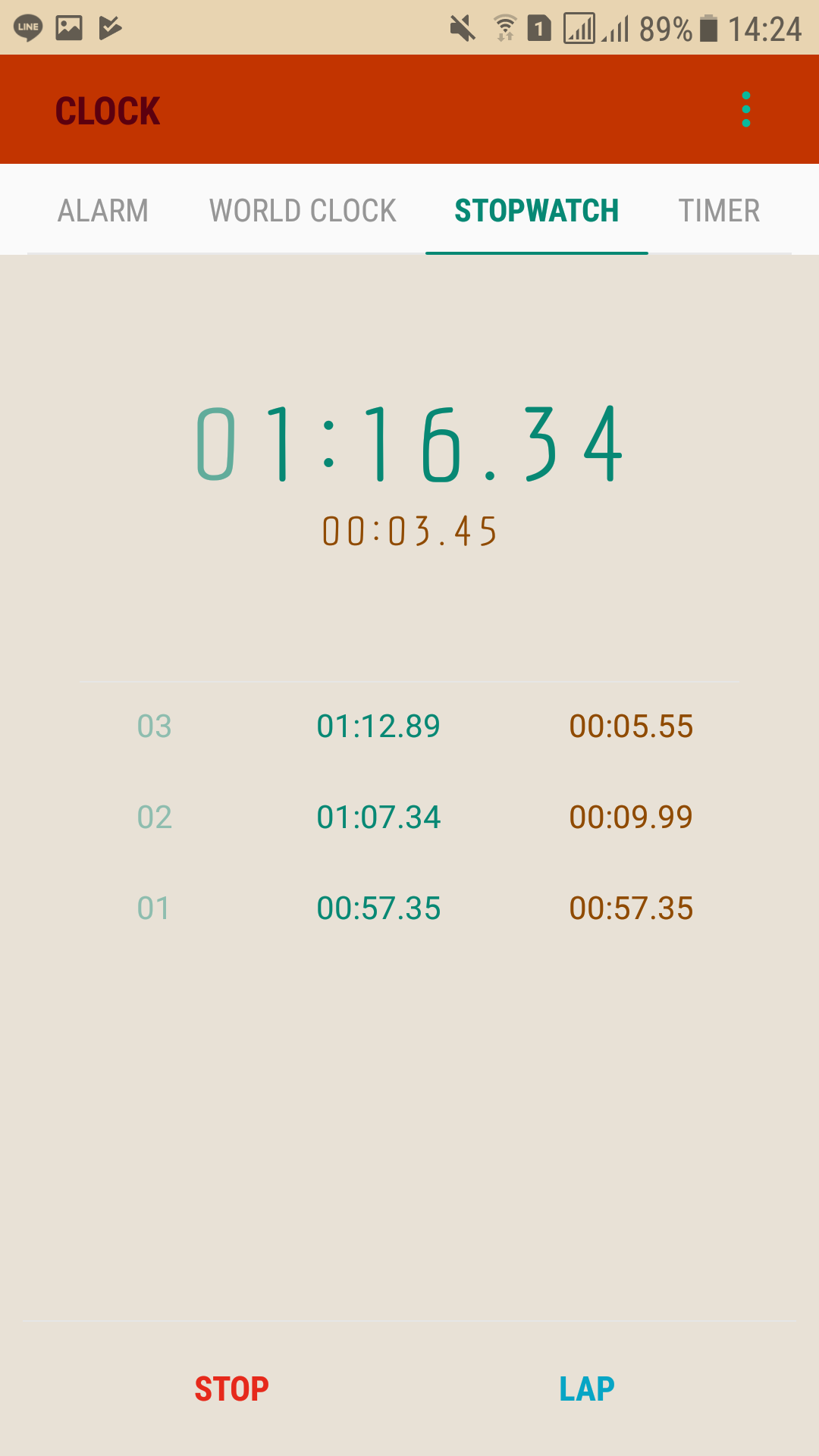
Um aplicativo de cronômetro digital em um dispositivo Android.